# 水渕葵
水渕 葵（みずふち あおい、1988年4月17日 - ）は埼玉県出身の元女優、元タレント。

## 出演

### TV
- げんこつガバメント!（日本テレビ）
- アイドル道 4thシーズン 世界制服宣言（フジテレビ721）
- くりぃむしちゅー上田の限界リサーチプラマイα 人間の限界（テレビ東京）

### 舞台
- 柳生新陰流決闘録『兵法家伝』（2008年）

### 雑誌
- 週刊ヤングジャンプ（集英社）